# Gloriet (Lednicko-valtický areál)
Gloriet byl jedním ze saletů v Lednicko-valtickém areálu. Dnes již neexistuje.

## Historie
Gloriet se nacházel v lese nedaleko kaple sv. Huberta v místě, kde se kříží asfaltová lesní cesta s lesní cestou mezi Charvátskou Novou Vsí a Valticemi. Koncem 50. let 20. století byla stavba zbořena a sloupy odvezeny. Na místě zbyla kamenná deska se schodištěm, dnes zasypaná a přeměněná na geodetický trigonometrický bod. 

## Podoba
Jednalo se o kruhovou klasicistní stavbu o průměru 13 metrů s lomenicovou střechou a dvanácti kamennými sloupy. Kolem glorietu byl zatravněný kruhový prostor o průměru 80 metrů.